# Clive Sinclair

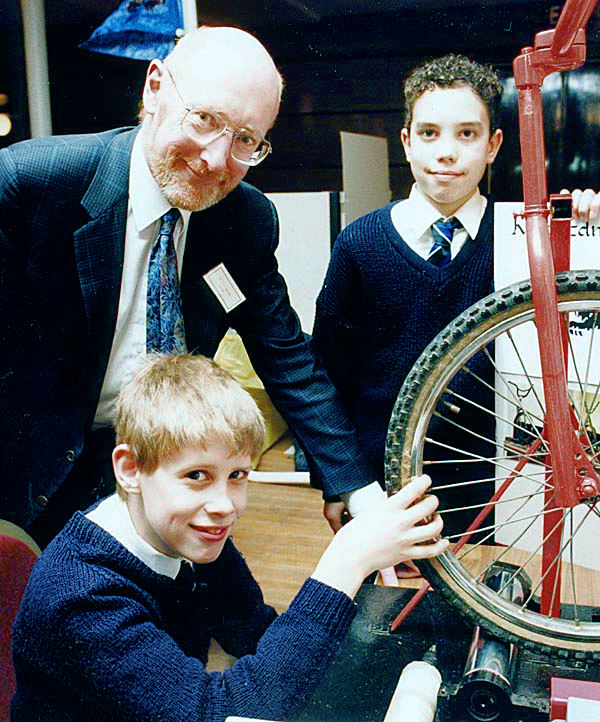
Clive Sinclair mit jungen Erfindern (1992)

Sir Clive Marles Sinclair (geboren am 30. Juli 1940 bei Richmond; gestorben am 16. September 2021 in London) war ein britischer Erfinder und Unternehmer. International bekannt wurde er in den 1980er-Jahren für die von ihm entwickelten Heimcomputer Sinclair ZX81 und ZX Spectrum. In Großbritannien hatte er sich zuvor bereits mit Taschenrechnern einen Namen gemacht. Dort ist er außerdem als Konstrukteur des Elektrofahrzeugs C5 bekannt.

## Werdegang
Sinclair, dessen Vater und Großvater bereits Ingenieure waren, tüftelte schon frühzeitig und baute Radios oder reparierte Verstärker. Als er eine mit Lochkarten betriebene Rechenmaschine entwickelte, glaubte er zunächst, er wäre der Erfinder. Sinclair besuchte nie eine Universität; kurz vor seinem Abitur 1958 entwickelte er ein Miniaturradio, das er im Versandhandel verkaufen wollte. Zunächst arbeitete er jedoch als Autor für den technischen Verlag Bernard Babani und veröffentlichte zwischen Januar 1959 und Mai 1962 insgesamt 13 Bücher für Hobbyelektroniker. Sein Practical Stereo Handbook: The complete guide to stereo (Juni 1959) erfuhr bis 1973 sieben Auflagen.
1961 gründete Sinclair sein erstes eigenes Unternehmen, Sinclair Radionics, das zunächst Hi-Fi-Geräte produzierte (bis 1974). Daneben arbeitete Sinclair zwischen 1962 und 1969 als Autor.
1972 brachte Sinclair Radionics den Taschenrechner Executive auf den Markt, der deutlich kleiner als die Konkurrenzprodukte war, da er aufgrund seiner stromsparenden Technik mit Hörgerätebatterien betrieben wurde. Er war ein frühes Zeugnis für Sinclairs Interesse an Miniaturisierung, das sich in späteren Produkten immer wieder zeigen sollte. 1974 erschien das digitale Multimeter DM1; Messgeräte dieser Art bildeten in den folgenden Jahren eine stabile Einnahmequelle für das Unternehmen und finanzierten spektakulärere, aber kommerziell erfolglosere Projekte wie die 1975 präsentierte Black Watch, eine der ersten Digitaluhren. Wie andere Sinclair-Produkte war sie zu einem niedrigeren Preis auch als Bausatz erhältlich. Die futuristisch designte Uhr hatte zahlreiche technische Mängel und erwies sich als Flop, der fast den Ruin von Sinclair Radionics bedeutet hätte. Zur Rettung des Unternehmens kaufte das staatliche National Enterprise Board (NEB) 1976 43 % der Anteile. Dies ermöglichte Sinclair den Abschluss eines Projekts, an dem er seit zehn Jahren gearbeitet hatte – den Taschenfernseher Microvision TV1A, der 1977 auf den Markt kam.

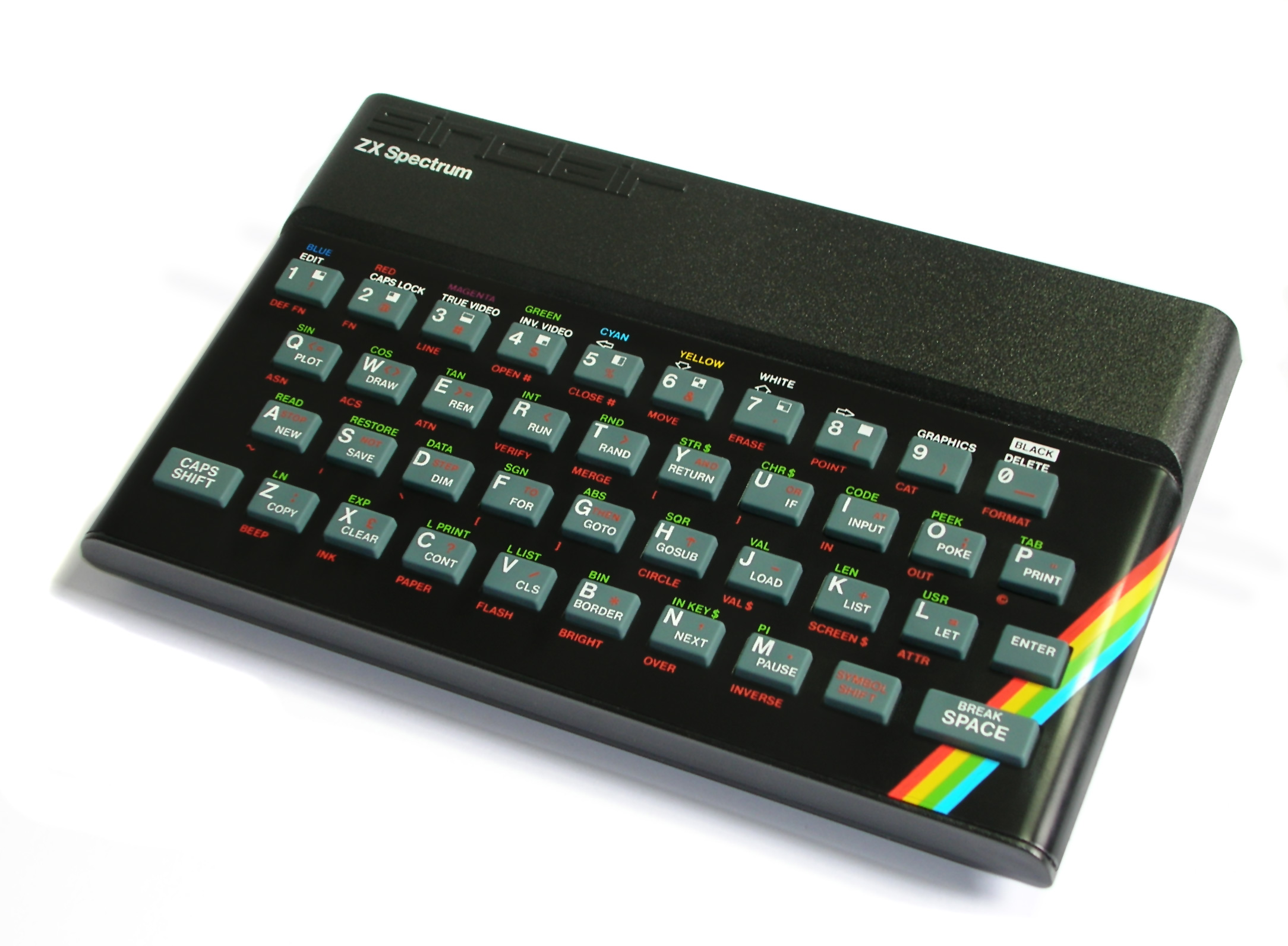
ZX Spectrum, 1982

Der erste Rechner, den Sinclair konstruierte, war 1977 der MK 14 (Bausatz). Danach folgten Grundy NewBrain, ZX80 und ZX81. Den ZX Spectrum entwickelte er 1982, nachdem er in der Ausschreibung für das BBC-Schulfernsehen dem deutlich teureren, aber universelleren Konkurrenzprodukt von Acorn, dem BBC Micro, unterlegen war. Der ZX Spectrum entwickelte sich jedoch zum kommerziell erfolgreicheren Produkt. 1984 folgte der Sinclair QL, der jedoch nicht an den Erfolg seines Vorgängers anknüpfen konnte. 1986 verkaufte Sinclair sein Unternehmen an Amstrad. Sein letzter Computer war der Cambridge Z88, der in dem von ihm gegründeten Nachfolgeunternehmen Cambridge Computers Ltd. entwickelt und ab 1987 hergestellt wurde. Zu seinen Entwicklungen auf anderen Gebieten gehört das Elektroauto C5, das jedoch nicht genügend Käufer fand. Das neueste Produkt von Sinclair Research ist das A-Bike, ein zusammenklappbares Fahrrad.
1983 wurde Clive Sinclair von Königin Elisabeth II. in den Ritterstand erhoben. Er war Mitglied und 17 Jahre Vorsitzender des britischen Zweigs von Mensa.
2021 starb Sinclair im Alter von 81 Jahren nach langer Krankheit in seinem Haus in London.

## Sonstiges
Die BBC veröffentlichte 2009 den Fernsehfilm Micro Men über die Entstehung des BBC Micro, der auch den Wettstreit zwischen den Unternehmen Acorn und Sinclair Research behandelt.